# Керман, Юрий Сергеевич
Юрий Сергеевич Керман (укр. Юрій Сергійович Керман; 2 августа 1955, СССР) — советский футболист; украинский футбольный тренер.

## Игровая карьера

### Клубная карьера
Обучался в футбольном клубе «Шахтёр». Первым тренером был А. Шейко. В 1975 году начал карьеру в команде «Локомотив» Калуга. В 1978 году был в команде «Динамо» Ставрополь. В 1979 году был игроком «Новатора» Жданов. В 1986 году перешёл в «Таврию» Симферополь, но в следующем году вернулся к «Новатор», из которого вышел в отставку в 1988 году как футболист. Затем, в 1992—1994 годах появился как играющий тренер в составе «Азовца».

### Тренерская карьера
После ухода с карьеры игрока перешёл на карьеру тренера. В августе 1989 года возглавил команду «Новатор», вплоть до конца 1994 года (в 1992 году команда изменила своё название на «Азовец»). 17 июня 1995 года вступил в тренерский штаб «Таврии», в котором был в качестве помощника, а в начале 1996 года был назначен главным тренером клуба. После окончания сезона 1995/96 покинул крымский клуб. Летом 2000 года был вновь приглашен в мариупольский клуб, который уже назвали «Ильичёвец». В период с первого квартала по апрель 2007 года возглавлял вторую команду клуба, а с 16 мая по июнь 2007 года служил в качестве главного тренера первой команды. Затем, до июня 2012 года, снова продолжил работу с командой «Ильичёвец-2».